# Antocha turkestanica
Antocha turkestanica är en tvåvingeart som beskrevs av de Meijere 1921. Antocha turkestanica ingår i släktet Antocha och familjen småharkrankar. Inga underarter finns listade i Catalogue of Life.